# Рудка (Белопольский район)
Рудка (укр. Рудка) — село,
Марковский сельский совет,
Белопольский район,
Сумская область,
Украина.
Код КОАТУУ — 5920685704. Население по переписи 2020 года составляло 80 человек .

## Географическое положение
Село Рудка находится на расстоянии в 2 км от правого берега реки Сула.
На расстоянии в 1,5 км расположены сёла Вилки и Перше Травня.
По селу протекает пересыхающий речей с запрудой.